# 40-XX
Classificazione delle ricerche matematiche: sezioni di livello 1

00-XX 01 03 05 06 08 | 11 12 13 14 15 16 17 18 19 20 22 | 26 28 30 31 32 33 34 35 37 39 40 41 42 43 44 45 46 47 49 | 
 51 52 53 54 55 57 58 | 60 62 65 68 | 70 74 76 78 | 80 81 82 83 85 86 | 90 91 92 93 94 97-XX
40-XX è la sigla della sezione primaria dello schema di classificazione MSC dedicata a successioni, serie e sommabilità.
La pagina attuale presenta la struttura ad albero delle sue sottosezioni secondarie e terziarie.

## 40-XX
successioni, serie, sommabilità
- 40-00 opere di riferimento generale (manuali, dizionari, bibliografie ecc.)
- 40-01 esposizione didattica (libri di testo, articoli tutoriali ecc.)
- 40-02 presentazione di ricerche (monografie, articoli di rassegna)
- 40-03 opere storiche {!va assegnato almeno un altro numero di classificazione della sezione 01-XX}
- 40-04 calcolo automatico esplicito e programmi (non teoria della computazione o della programmazione)
- 40-06 atti, conferenze, collezioni ecc.

## 40Axx
convergenza e divergenza di processi di passaggio al limite infinito
- 40A05 convergenza e divergenza di serie e successioni
- 40A10 convergenza e divergenza per integrali
- 40A15 convergenza e divergenza di frazioni continue [vedi anche 30B70]
- 40A20 convergenza e divergenza di prodotti infiniti
- 40A25 approssimazione di valori limite (sommazione di serie ecc.) {per la formula di sommazione di Eulero-MacLaurin, vedi 65B15}
- 40A30 convergenza e divergenza di serie e successioni di funzioni
- 40A35 convergenza ideale e statistica [vedi anche 40G15]
- 40A99 argomenti diversi dai precedenti, ma in questa sezione

## 40Bxx
successioni multiple e serie multiple
- 40B05 successioni multiple e serie multiple {!dovrebbe anche essere assegnato almeno un altro numero di classificazione in questa sezione}
- 40B99 argomenti diversi dai precedenti, ma in questa sezione

## 40Cxx
metodi generali di sommabilità
- 40C05 metodi matriciali
- 40C10 metodi integrali
- 40C15 metodi basati sulla teoria delle funzioni (inclusi i metodi sulle serie di potenze e metodi semicontinui)
- 40C99 argomenti diversi dai precedenti, ma in questa sezione

## 40Dxx
teoremi diretti sulla sommabilità
- 40D05 teoremi generali
- 40D09 struttura dei campi di sommabilità
- 40D10 costanti Tauberiane e limiti delle oscillazioni
- 40D15 fattori di convergenza e fattori di sommabilità
- 40D20 sommabilità e campi limitati di? metodi
- 40D25 teoremi di inclusione e di equivalenza
- 40D99 argomenti diversi dai precedenti, ma in questa sezione

## 40Exx
teoremi di inversione
- 40E05 teoremi Tauberiani, generalità
- 40E10 stime della crescita
- 40E15 teoremi di inversione lacunare
- 40E20 costanti Tauberiane
- 40E99 argomenti diversi dai precedenti, ma in questa sezione

## 40Fxx
sommabilità assoluta e sommabilità forte {!dovrebbe anche essere assegnato almeno un altro numero di classificazione in questa sezione}
- 40F05 sommabilità assoluta e sommabilità forte {!dovrebbe anche essere assegnato almeno un altro numero di classificazione in questa sezione}
- 40F99 argomenti diversi dai precedenti, ma in questa sezione

## 40Gxx
metodi speciali di sommabilità
- 40G05 metodi di Cesàro, di Euler, di Nörlund e di Hausdorff
- 40G10 metodi di Abel, di Borel e delle serie di potenze
- 40G15 metodi di sommabilità mediante convergenza statistica [vedi anche 40A35]
- 40G99 argomenti diversi dai precedenti, ma in questa sezione

## 40Hxx
metodi analitici funzionali in sommabilità
- 40H05 metodi analitici funzionali in sommabilità
- 40H99 argomenti diversi dai precedenti, ma in questa sezione

## 40Jxx
sommabilità in strutture astratte [vedi anche 43A55, 46A35, 46B15]
- 40J05 sommabilità in strutture astratte [vedi anche 43A55, 46A35, 46B15]
- 40J99 argomenti diversi dai precedenti, ma in questa sezione